# Pycnonotus sinensis
El bulbul chino (Pycnonotus sinensis) es una especie de ave paseriforme de la familia Pycnonotidae propia del este de Asia.

## Descripción

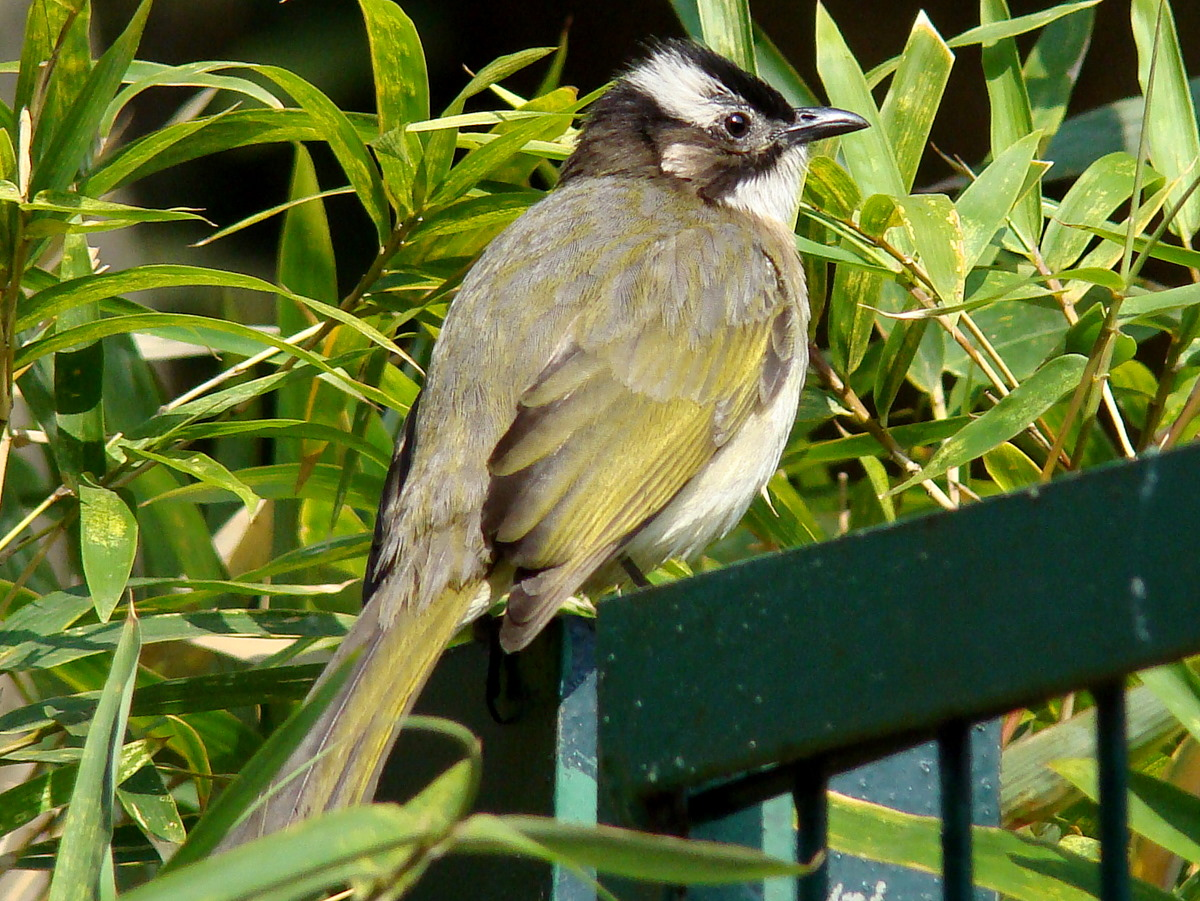
Se caracteriza por la banda blanca que extiende desde los ojos para unirse por encima de la nuca.

Su píleo es negro al igual que el resto de la mitad superior de su cabeza, desde sus bigoteras, salvo las listas postoculares blancas que se extienden hasta parte superior de la nuca, y una pequeña mancha blanca en las auriculares. También es blanca su garganta. El resto de sus partes superiores es de color pardo grisáceo, con un fino borde amarillo de las plumas de vuelo. Sus partes inferiores son de color anteado claro.

## Taxonomía
El bulbul chino fue descrito científicamente por el naturalista alemán Johann Friedrich Gmelin en 1789, como Muscicapa sinensis. Posteriormente fue trasladado al género Pycnonotus.
Se reconocen cuatro subespecies:
- P. s. sinensis - (Gmelin, 1789): se encuentra en el interior y este de China;
- P. s. hainanus - (Swinhoe, 1870): ocupa el sureste de China y el norte de Vietnam. Originalmente fue descrito como una especie separada;
- P. s. formosae - Hartert, 1910: endémica de Taiwán. Anteriormente se consideraba una especie separada;
- P. s. orii - Kuroda, 1923: se localiza en las islas Yonaguni y Ishigaki (en el sur de las Ryūkyū).

## Distribución y hábitat
Se encuentra en el este de China, el norte de Vietnam, Taiwán y el sur de las islas Ryūkyū.
Su hábitats naturales son los bosques subtropicales y templados y las zonas de matorral.